# Maksim Tsyhalka
Maksim Tsyhalka (Wit-Russisch: Максім Цыгалка, Russisch: Максим Цыгалко, Maksim Tsygalko) (vaak gespeld als Maxim Tsigalko) (Minsk, 27 mei 1983 – 25 december 2020) was een Wit-Russisch voetballer die doorgaans als aanvaller speelde. Hij beëindigde zijn carrière in 2010 door aanhoudende blessures.

## Clubcarrière
Tsyhalka begon in de jeugd bij Dinamo Minsk, ging vervolgens naar Dinamo-Yuni Minsk, om vervolgens weer bij Dinamo Minsk terug te keren. Hier zou hij 5 jaar blijven. Hierna verhuisde hij naar FC Naftan Navapolatsk, een andere club uit Wit-Rusland. Na 2 seizoenen die niet succesvol waren, vertrok Tsyhalka naar Qaysar FK. Hierna speelde hij nog even voor Banants Jerevan en Savit Mahiljow, maar kwam door aanhoudend blessureleed weinig aan spelen toe.

## Interlandcarrière
Tsyhalka speelde interlands voor Wit-Rusland -21 en speelde tevens 2 interlands voor het nationale Wit-Russisch voetbalelftal. Hij scoorde op 2 april 2003 zijn eerste doelpunt tegen Oezbekistan in een vriendschappelijke interland.

## In populaire cultuur
Maksim kreeg grote bekendheid door het spel Championship Manager van Sports Interactive. Tsyhalka had daar de potentie om een van 's werelds beste voetballers te worden en wordt tot vandaag de dag als bestempeld als een van de beste spelers van de hele Football Manager/Championship Manager serie.
Op Eerste Kerstdag 2020 overleed hij op 37-jarige leeftijd.